# TED-verschil

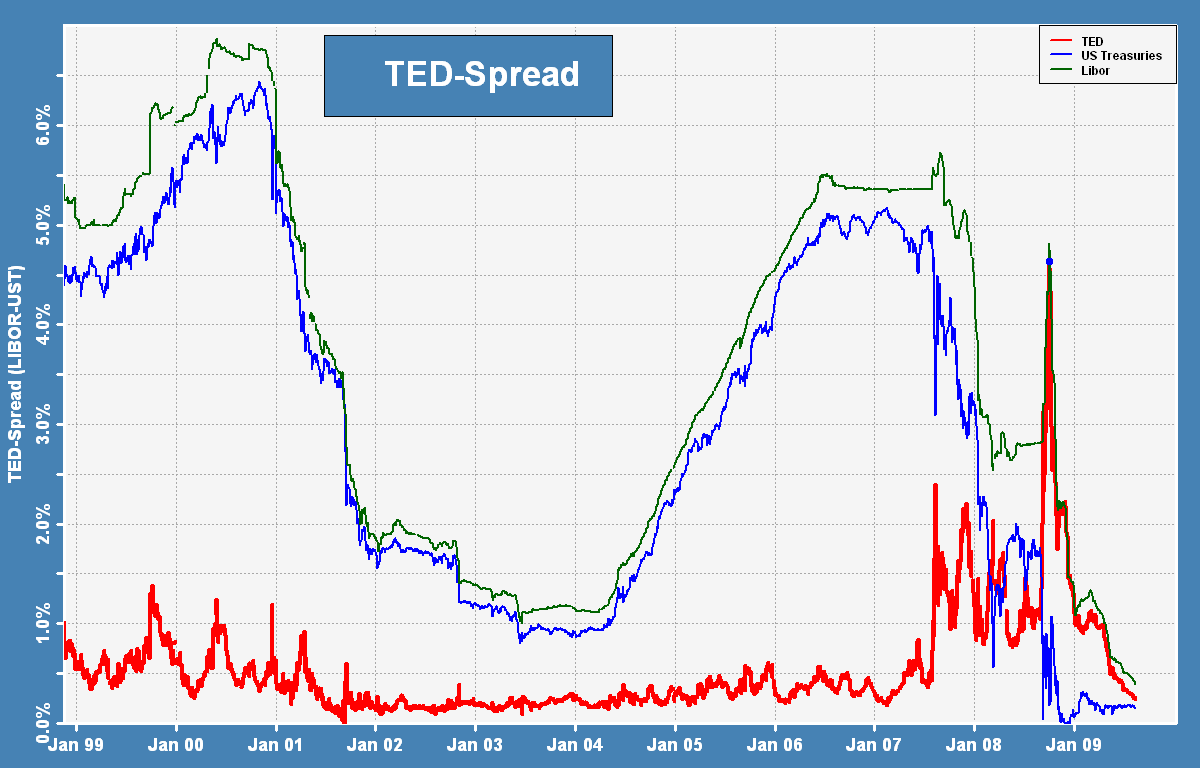
Langetermijn geschiedenis van het TED verschil

Het TED-verschil is het verschil tussen de rentetarieven op interbancaire leningen en opbrengsten op kortlopend Amerikaanse schatkistpapier ("T-bills").
Aanvankelijk was het TED-verschil het verschil tussen de rente op driemaands contracten op Amerikaans schatkistpapier en driemaands contracten in Eurodollars, zoals vertegenwoordigd door de London Interbank Offered Rate (LIBOR). Sinds de Chicago Mercantile Exchange echter niet meer handelt in T-bills termijncontracten (Engels: futures), wordt het TED-verschil tegenwoordig berekend als het verschil tussen de driemaands rente op Treasury-bills en de driemaands LIBOR).
TED is een afkorting, die wordt gevormd uit T-Bill en ED, het ticker symbol voor de Eurodollar termijncontracten. De grootte van het TED-verschil wordt meestal uitgedrukt in basispunten. Indien de T-bill rente bijvoorbeeld 5,10% is en de ED worden verhandeld op 5,50%, bedraagt het TED-verschil op dat moment 40 basispunten. Het TED-verschil schommelt in de loop der tijd, maar bleef historisch gezien vaak binnen een interval van de tussen de 10 en 50 basispunten (0,1% en 0,5%). Dit veranderde in 2007. Een stijging van het TED-verschil voorspelt vaak weinig goeds voor de aandelenmarkten, want zo'n stijging duidt erop dat er relatief weinig liquiditeit in de markt beschikbaar is

## Indicator

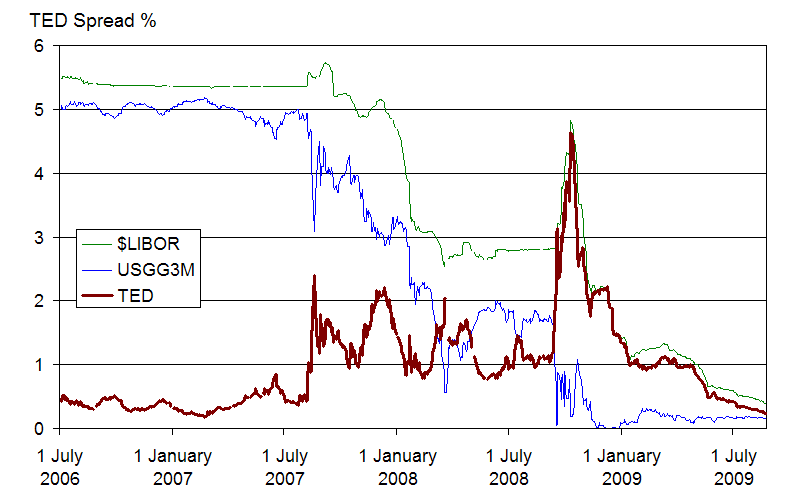
TED-verschil gedurende de subprime hypotheken crisis in 2007.

Het TED-verschil is een indicator van kredietrisico's, zoals die in de algemene economie wordt ervaren. Dit komt doordat T-bills als risico-vrij worden beschouwd, terwijl de LIBOR het kredietrisico weerspiegelt van leningen aan commerciële banken. Wanneer het TED-verschil toeneemt is dit een teken dat kredietverstrekkers van mening zijn dat het risico van wanbetaling op de interbancaire leningen (ook wel bekend als tegenpartijrisico) steeds groter wordt. Interbancaire kredietverstrekkers vragen daarom een hogere rente in vergelijking met het accepteren van een lager rendement op veiligere beleggingen zoals T-bills. Wanneer de gepercipieerde risico's van wanbetaling door de commerciële banken afneemt, daalt het TED-verschil

## Historisch hoge niveaus
Gedurende het jaar 2007 steeg het TED-verschil in verband met de kredietcrisis tot in het gebied van 150 tot 200 basispunten. Op 17 september 2008 overschreed het TED-verschil de 300 basispunten en werd het record gebroken dat na de Zwarte maandag crash van 1987 was gezet. Sommige van de hogere uitslagen van het TED-verschil waren te wijten aan het niet kunnen verkrijgen van accurate LIBOR-tarieven in de afwezigheid van een liquide markt voor ongedekte leningen. Op 10 oktober 2008 bereikte het TED-verschil een nieuw, onrustbarend hoogtepunt van 463 basispunten. De in het weekeinde van 11 en 12 oktober aangekondigde wereldwijde gecoördineerde actie van de regeringen en Centrale banken om met honderden miljarden dollars, Britse ponden en euro's de interbancaire markt weer op gang te helpen lijkt enig effect te hebben gesorteerd. Op 4 november 2008 was het TED-verschil volgens Bloomberg gedaald tot 223 basispunten. De laatste zes weken (t/m medio december 2008) schommelt het TED-verschil zo rond de 200 basispunten..